# ویگان (فیلیپین)
ویگان یا ویگان سیتی یکی از شهرهای کشور فیلیپین است.

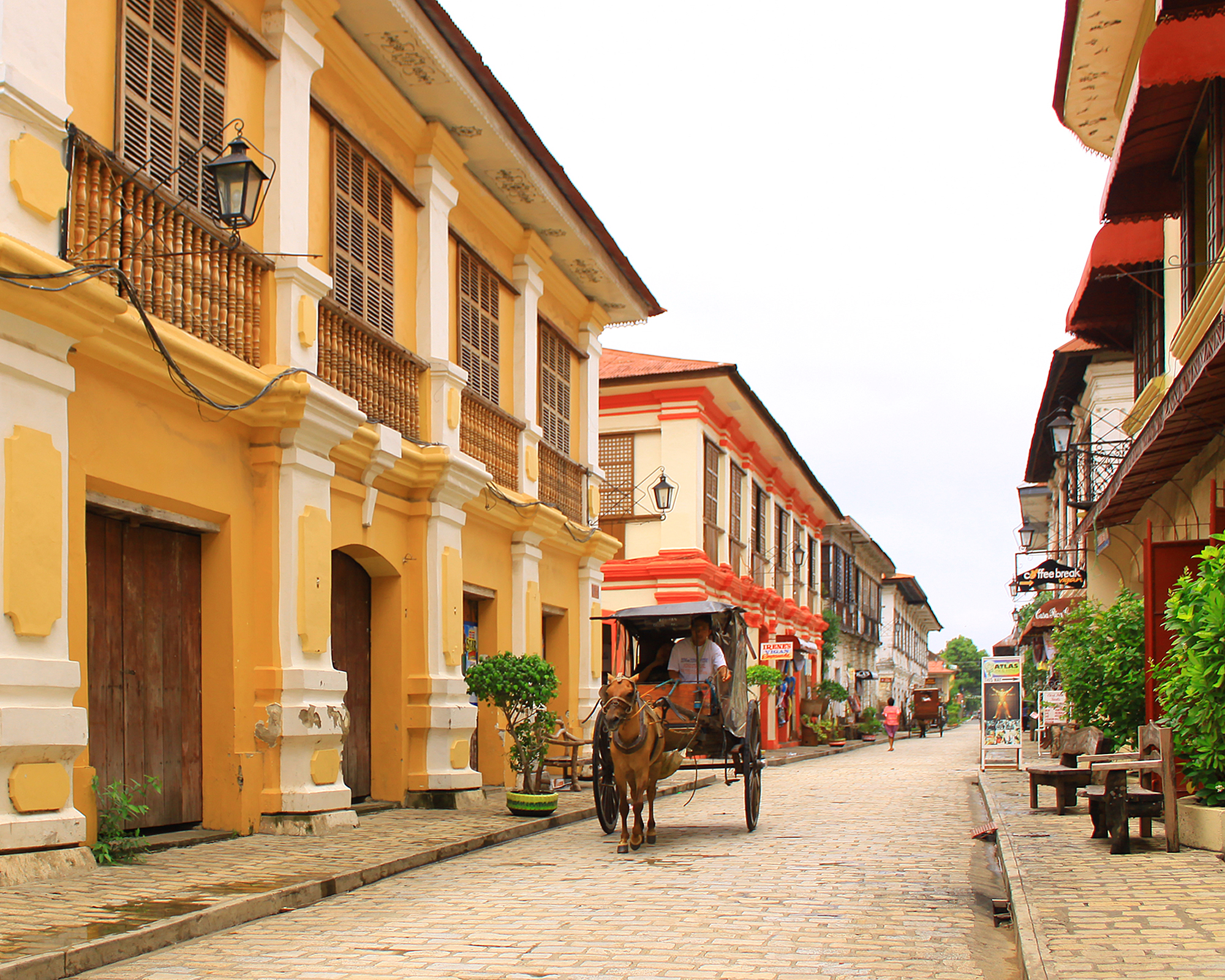

این شهر مرکز استان ایلوکوس جنوبی است. ویگان و استان ایلوکوس جنوبی بخشی از مجموعه جزایر لوزون هستند که بخش شمالی کشور فیلیپین را تشکیل می‌دهند.
ویگان شهری بندری است و در کرانه دریای جنوبی چین قرار گرفته‌است.
جمعیت این شهر ۴۷٬۲۴۶ نفر است.
ویگان دارای بافتی تاریخی و متشکل از مجموعه ساختمانها و محله‌هایی است که بر اساس معماری اسپانیایی ساخته شده‌اند و به همین علت، یکی از جاذبه‌های گردشگری فیلیپین به حساب می‌آید.
شهر تاریخی ویگان در فهرست میراث جهانی یونسکو به ثبت رسیده‌است.